# Gabriela Matuszek-Stec

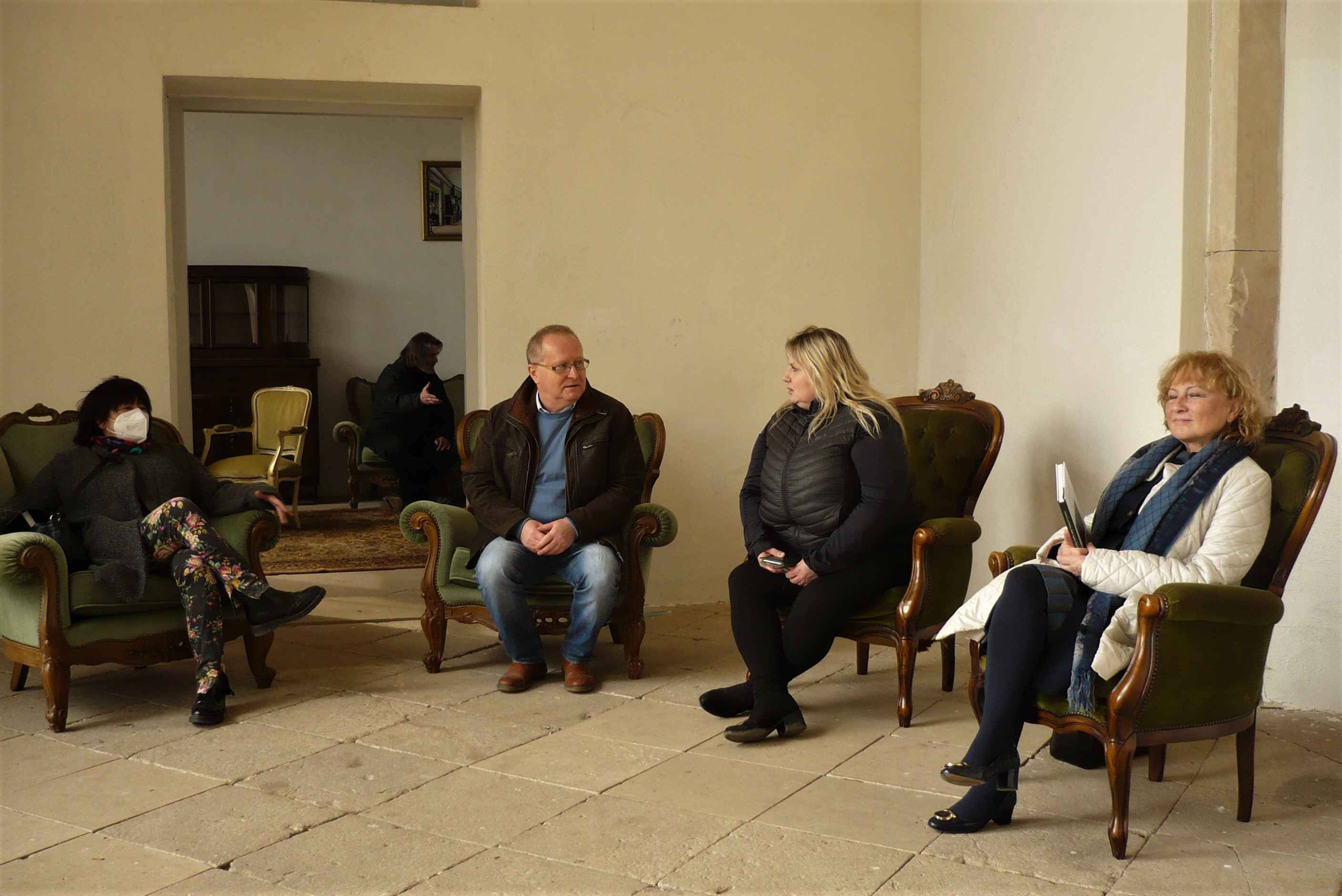
Spotkanie autorskie z K. Maliszewskim z okazji wydania "Czarownicy nad Włodzicą"

Gabriela Matuszek-Stec z domu Dubiel (ur. 31 grudnia 1953 w Jaworznie) – polska historyk literatury, eseistka, krytyk, tłumaczka literatury niemieckiej, profesor nauk humanistycznych, nauczyciel akademicki na Wydziale Polonistyki Uniwersytetu Jagiellońskiego, autorka ponad 200 publikacji.

## Życiorys
W 1977 z wyróżnieniem ukończyła filologię polską na Uniwersytecie Jagiellońskim i uzyskała tytuł magistra, w 1986 otrzymała stopień doktora nauk humanistycznych, a w 2001 doktora habilitowanego. W 2006 została profesorem nadzwyczajnym UJ. W 2010 otrzymała od Prezydenta RP tytuł naukowy profesora. W 2018 została profesorem zwyczajnym UJ. Zajmuje się literaturą przełomu XIX/XX wieku, twórczością Stanisława Przybyszewskiego, naturalistyczną dramaturgią polską i europejską, prozą realistyczną i modernistyczną, literaturą współczesną, polsko-niemieckimi związkami kulturowymi, przekładem literackim, twórczym pisaniem.
Prowadziła wykłady o literaturze polskiej na uniwersytetach: w Berlinie (na Uniwersytecie Humboldtów w latach 1983–1987, oraz gościnna profesura w 2004, 2006), Moguncji/Germersheim (gościnna profesura w 2005), a także w Jenie, Kolonii, Lipsku, Wiedniu, Grenoble, Pradze. Była stypendystką zagranicznych fundacji naukowych i literackich, m.in. Deutsche Schillergesellschaft w Marbach (1995, 1996), Literaturakademie w Ranis (2002), International Writers and Translators Center of Rhodes (2002), Baltic Centre for Writers and Translators, Gotland (2003). Jest członkiem Societas Jablonoviana. Jablonowskische Gesellschaft der Wissenschaften zu Leipzig (od 1992).
Założycielka i kierownik podyplomowego dwuletniego Studium Literacko-Artystycznego UJ (pierwszej w Polsce szkoły pisarzy), działającego od 1994 roku na podstawie jej autorskiego programu. W latach 2005–2008 była wiceprezesem, a w latach 2008–2014 prezesem krakowskiego oddziału Stowarzyszenia Pisarzy Polskich; od czerwca 2014 jest członkiem zarządu oddziału krakowskiego oraz Zarządu Głównego. Jest redaktorem „Serii Studium Literacko-Artystycznego UJ” (od 2007) oraz „Krakowskiej Biblioteki Stowarzyszenia Pisarzy Polskich” (od 2009, razem z Wojciechem Ligęzą). Od 2022 r. pod jej redakcją naukową wychodzi 11-tomowa edycja krytyczna Dzieł literackich Stanisława Przybyszewskiego, za t. 1. Proza poetycka. Pentalogia autorka opracowania otrzymała w 2023 r. wyróżnienie w konkursie ACADEMIA 2023 podczas Międzynarodowych Targów Książki w Warszawie.

## Odznaczenia
- Srebrny Krzyż Zasługi (2002)[3]
- Medal Komisji Edukacji Narodowej (2002)
- nagroda Ministra Nauki i Szkolnictwa Wyższego (2009) (za książkę Stanisław Przybyszewski – pisarz nowoczesny. Eseje i proza – próba monografii. Książka otrzymała subwencję Fundacji na rzecz Nauki Polskiej, dla najwybitniejszych monografii, na przekład na język niemiecki.)
- Brązowy Medal Zasłużony Kulturze „Gloria Artis” (2015)[4]
- Odznaka „Honoris Gratia”, przyznawana przez Prezydenta Miasta Krakowa za zasługi dla Krakowa (2019)[5]
- Złoty Krzyż Zasługi (2020)[6]
- Złoty Medal za Długoletnią Służbę (2023)[potrzebny przypis]

## Publikacje
Książki
- „Der geniale Pole?” Niemcy o Stanisławie Przybyszewskim (1892–1992), Universitas, Kraków 1993 (ISBN 83-7052-114-2); wyd. II rozszerzone Kraków 1996 (ISBN 83-7052-317-X).
- „Der geniale Pole?” Stanisław Przybyszewski in Deutschland, przeł. Dietrich Scholze, Igel Verlag, Paderborn 1996 (ISBN 3-89621-014-9)
- Naturalistyczne dramaty, Universitas, Kraków 2001 (ISBN 83-7052-640-3), II wyd. Kraków 2008 (ISBN 97883-242-0859-3)
- Stanisław Przybyszewski – pisarz nowoczesny. Eseje i proza – próba monografii, Universitas, Kraków 2008 (ISBN 978-83-242-0930-9).
- Krisen und Neurosen – Das Werk Stanisław Przybyszewskis in der literarischen Moderne, przeł. Dietmar Gass, Igel Verlag, Hamburg, 2013, ISBN 978-3-86815-567-9.
- Maski i demony wczesnego modernizmu, Wydawnictwo Uniwersytetu Jagiellońskiego, Kraków 2014 (ISBN 978-83-233-3769-0)
- Stanisław Przybyszewski. Europejczyk, Polak-patriota, gimnazjalista z Wągrowca, Wągrowiec 2016 (ISBN 978-83-924614-7-0)
- Wiek (nie)męski. Szkice o literaturze i varia, Kraków 2017 (ISBN 978-83-946874-7-2)
- S. Przybyszewski, Proza poetycka. Pentalogia, t. 1. krytycznej edycji Dzieł literackich pod red. naukową G. Matuszek-Stec, wstęp, edycja, komentarze i dodatek krytyczny G. Matuszek-Stec, Wydawnictwo Uniwersytetu Jagiellońskiego: Kraków, 2022 (ISBN 978-83-233-5030-9)

Opracowania i redakcja (wybrane pozycje)
- St. Przybyszewski, Dzieci szatana, Oficyna Literacka, Kraków 1993 (oprac.) (ISBN 83-85158-79-0).
- Über Stanisław Przybyszewski. Rezensionen - Erinnerungen - Porträts - Studien. Rezeptionsdokumente aus 100 Jahren, Igel Verlag, Paderborn 1995 (ISBN 3-89621-013-0).
- Recepcja literacka i proces literacki. Literarische Rezeption und literarischer Prozess. (O polsko-niemieckich związkach literackich w okresie modernizmu i dwudziestolecia międzywojennego), Kraków 1999 (z G. Ritzem) (ISBN 83-7052-846-5).
- Lektury polonistyczne: Od realizmu do preekspresjonizmu, Universitas, Kraków 2001 (ISBN 83-7052-606-3).
- St. Przybyszewski, Poematy prozą (oprac.), Wydawnictwo Literackie, Kraków 2003 (ISBN 83-08-03548-5).
- Literatura wobec nowej rzeczywistości, Księgarnia Akademicka, Kraków 2005 (ISBN 83-7188-815-5).
- Po(st)mosty. Polacy i Niemcy w nowej Europie. Tom ofiarowany pamięci Henryka Bereski, Księgarnia Akademicka, Kraków 2006 (ISBN 83-7188-915-1).
- Krynickie Jesienie Literackie. Poezje, eseje, głosy, Kraków 2007 (ISBN 978-83-918287-4-8).
- Fährmann grenzenlos. Deutsche und Polen im heutigen Europa. Zu Gedenken an Henryk Bereska, Georg Olms Verlag, Zürich, New York 2008 (red., z Brigitta Helbig-Mischewski), (ISBN 978-3-487-13639-4).
- Przybyszewski. Rewizje i filiacje, Księgarnia Akademicka, Kraków 2015 (ISBN 978-83-7638-508-2)
- Twórcze pisanie w teorii i praktyce, Księgarnia Akademicka, Kraków 2015 (razem z H. Sieją-Skrzypulec) (ISBN 978-83-7638-590-7)
- Grzegorz Stec. Malarstwo – Paintings. Czterdziestolecie (album), Kraków 2019, ss. 320 (ISBN 978-83-953718-0-6)

Przekłady z literatury niemieckiej (wybrane pozycje)
- St. Przybyszewski, „Synagoga szatana” i inne eseje, Kraków 1995 (ISBN 83-7124-070-8).
- D. Kalka, Wszystko to tylko teatr i inne opowiadania, Poznań 1999 (razem z M. Śniecińskim) (ISBN 83-87235-26-1).
- F. Mitterer, Dzika kobieta, [w:] F. Mitterer, Teatr zaangażowany. Antologia współczesnej dramaturgii austriackiej, t. 3, Warszawa 2002 (ISBN 83-7188-815-5).

## Życie prywatne
Zamężna z artystą malarzem Grzegorzem Stecem. Mieszkają w Krakowie. Syn dr hab. Krzysztof Cyprian Matuszek jest profesorem Akademii Ignatianum W Krakowie w zakresie filozofii, politologii i socjologii.